# Entwicklungsgeschichte von der Douglas DC-9 bis zur Boeing 717
Die Entwicklungsgeschichte von der Douglas DC-9 bis zur Boeing 717 begann 1965 und beinhaltet die DC-9 sowie ihre bis 2006 produzierten Nachfolger. Sie waren ursprünglich die ersten Verkehrsflugzeuge mit Jetantrieb der heutigen „Volumenklasse“ der Luftfahrt im Bereich der Flugzeuge für 100 bis 180 Passagiere. Der Erstflug dieser Kurzstreckenflugzeuge fand am 25. Februar 1965 in der Version DC-9 Series 10 statt. Basismodell der als Tiefdecker ausgelegten Familie der US-amerikanischen Flugzeughersteller Douglas, McDonnell Douglas und Boeing ist die Douglas DC-9, von welcher die Nachfolgemodelle der Baureihe McDonnell Douglas MD-80 (DC-9-80), die McDonnell Douglas MD-90 und schließlich die Boeing 717 abgeleitet wurden. Es handelt sich dabei jeweils um technisch verbesserte Modelle unterschiedlicher Passagierkapazität. Das Prinzip der Fünfer-Passagierreihen und der Hecktriebwerke ist jedoch allen Versionen eigen.
Obwohl nicht unter der Herstellerbezeichnung McDonnell Douglas verkauft, zählt auch die Boeing 717 zur selben Familie, da sie ursprünglich auf Basis der MD-90 als MD-95 entwickelt wurde. Bevor die Entwicklung vollständig abgeschlossen war, übernahm Boeing im Jahr 1997 jedoch McDonnell Douglas und verkaufte die MD-95 schließlich unter der Bezeichnung Boeing 717.

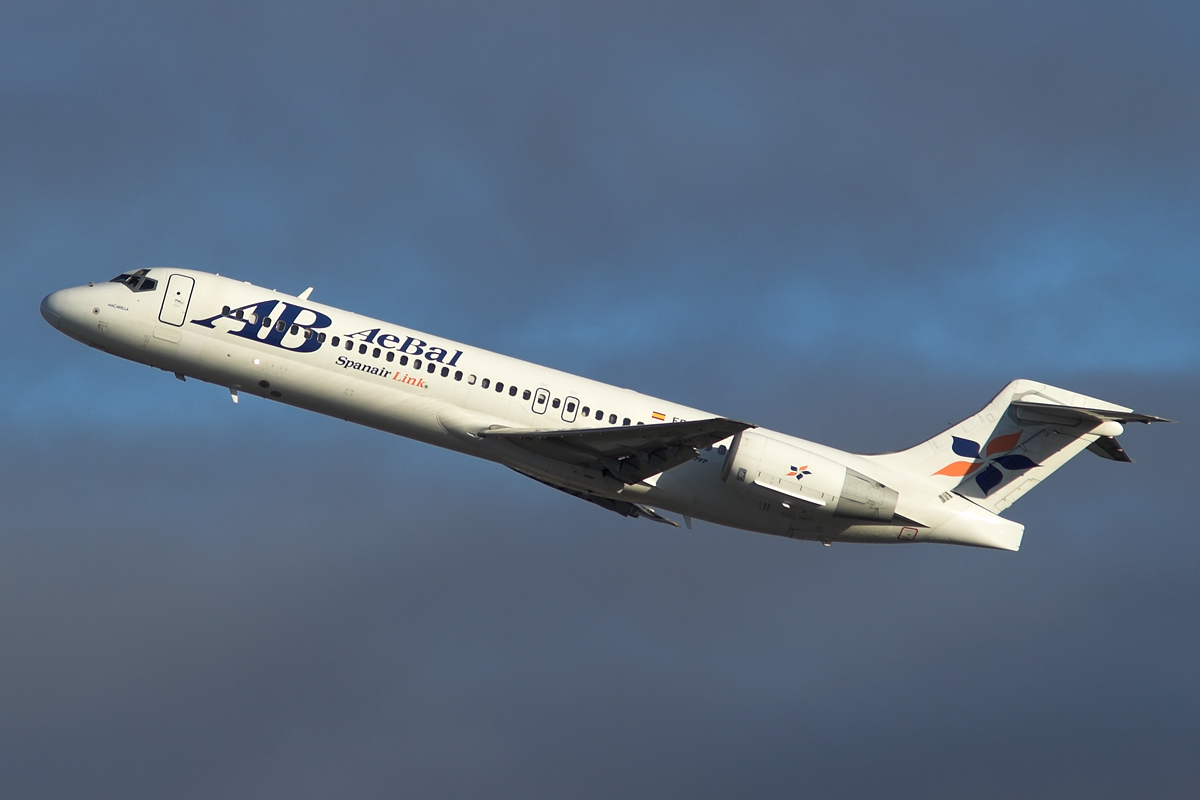
Boeing 717 der AeBal

## Geschichte

### Der Urtyp

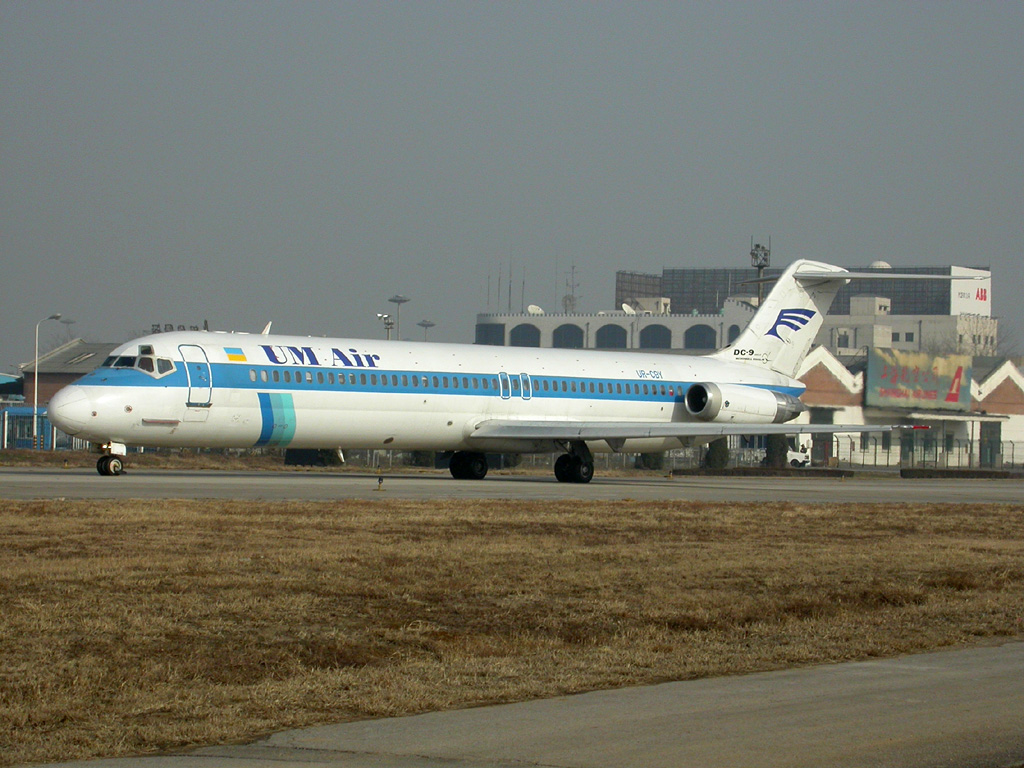
Douglas DC-9 der UM Air

Im Juli 1963 begann Douglas mit der Entwicklung eines kleinen Schwestermodells zur erfolgreichen Douglas DC-8, ebenfalls mit Jetantrieb. Der Entwurf sah bereits damals ein Flugzeug mit – ähnlich der Sud Aviation Caravelle – einer Triebwerkskonfiguration am Heck kombiniert mit einem T-förmigen Höhen- und Seitenleitwerk vor. In der ursprünglichen Version konnten Sitze für 90 Passagiere in Fünfer-Reihen angebracht werden. Schon im Februar 1965 wurde der Erstflug durchgeführt. Bereits nach einer vergleichsweise kurzen Zeit war das Flugzeug auch durch die Federal Aviation Administration (FAA) zertifiziert und konnte deshalb im Dezember 1965 in Dienst gestellt werden.
In den Folgejahren wurden zahlreiche Abwandlungen der ersten DC-9-Version entwickelt und produziert. Insgesamt gab es fünf verschiedene „Serien“, wobei jede Serie zum Teil mehrere Unterversionen umfasste. Diese Unterversionen unterschieden sich zumeist nur geringfügig, beispielsweise im maximalen Abfluggewicht (MTOW). Angetrieben wurden alle DC-9 von Varianten des Pratt & Whitney JT8D.

### Die Weiterentwicklung

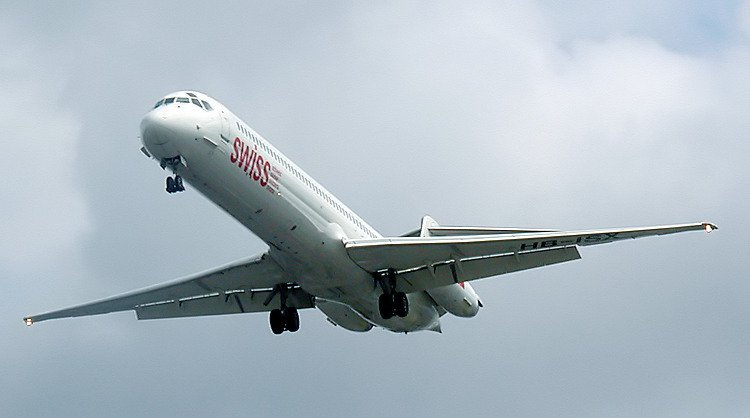
McDonnell Douglas MD-83 der Swiss

Nach den Erfolgen der DC-9 entwickelte Boeing mit der Boeing 737 ein Konkurrenzflugzeug. Dies, sowie der wachsende Erfolg der gestreckten Varianten der DC-9, veranlassten Douglas zur Planung einer noch weiter verlängerten Variante, der man vorläufig den Namen DC-9-55 gab, später wurde sie dann in DC-9-RSS (Refan, Super Stretch) sowie als DC-9-80 bezeichnet. Noch vor der Indienststellung der ersten Exemplare wurde schließlich für Marketingzwecke die Bezeichnung MD-80 gewählt, außerdem kursierte zu dieser Anfangszeit noch der Name Super 80. Dies sollte den Entwicklungssprung noch deutlicher machen und auch die neue Identität des Unternehmens McDonnell Douglas (das bereits seit 1967 nicht mehr nur „Douglas Aircraft Company“ hieß) widerspiegeln. Nicht zuletzt trug auch das negative Image nach der Unfallserie der DC-10 zur Umbenennung bei. Am 26. Juni 1979 hob der zweite Prototyp zum Jungfernflug ab, während der erste noch für statische Tests benutzt wurde. Das Testprogramm verlief gut, am 19. Juni 1980 jedoch schoss eine der beiden Testmaschinen in Yuma (Arizona) über die Landebahn hinaus. Als bei der Bergung ein Kran umfiel, wurden beide Testflugzeuge beschädigt. Der erwähnte zweite Prototyp musste danach abgeschrieben werden, und das Programm wurde um einige Monate zurückgeworfen. Trotzdem wurden bereits Ende 1980 die ersten, vom Hersteller jetzt MD-81 genannten Flugzeuge, an die Erstkunden Swissair und Austrian Airlines ausgeliefert.
Die offiziellen Typenbezeichnungen in der jeweiligen Musterzulassung blieben jedoch bestehen, also DC-9-81, -82, -83 und -87. Erst die MD-88 und die spätere MD-90 wurden auch amtlich unter diesen Bezeichnungen zugelassen.
In der Anfangsphase der 1980er Jahre gingen Neubestellungen eher schleppend ein. Erst die Verkaufsabschlüsse mit Alitalia, American Airlines, Finnair und TWA sicherten die Fertigung und es stellte sich eine zum Teil sehr hohe Nachfrage ein. Der Auftrag von American Airlines für 67 MD-82 und 100 Optionen war seinerzeit die größte Bestellung im westlichen Luftverkehr.
Mitte der 1980er Jahre brachte auch Boeing eine Weiterentwicklung seiner Boeing 737 heraus. Die Boeing 737-300 war, im Gegensatz zu den MD-80, mit modernen Turbofan-Triebwerken vom Typ CFM56 ausgerüstet und auf Grund des breiteren Rumpfes konnte die Kapazität leichter erhöht werden, da eine Rumpfstreckung ohne große strukturelle Änderungen möglich war. Sie begann daher die Marktanteile zurückzuholen, die McDonnell Douglas von der Boeing 727 erobert hatte. Mit KLM und JAT bestellten zwei wichtige ehemalige DC-9-Kunden das Konkurrenzprodukt aus Seattle. Insgesamt baute McDonnell Douglas die MD-80 im Laufe der Zeit zu einer Familie mit fünf Mitgliedern aus, die sich vornehmlich durch Reichweite und Höchstabfluggewicht (MTOW) unterschieden. Lediglich die MD-87 stellte durch einen wesentlich kürzeren Rumpf eine größere Modifikation gegenüber den anderen MD-80-Typen dar.
McDonnell Douglas versuchte, mit der MD-87 wieder stärker ins Geschäft zu kommen. Dieses Flugzeug hatte durch den bereits erwähnten kürzeren Rumpf eine ähnliche Kapazität wie die Boeing 737-300 und erweiterte somit das Kapazitätsspektrum der MD-80 nach unten. Hauptkunde wurden Aeroméxico, Iberia und die japanische JAS. Auf Druck von Delta Air Lines überarbeitete McDonnell Douglas außerdem die MD-82 und brachte so 1988 die MD-88 heraus. Weitere Kunden dieser Variante waren Aviaco, Reno Air, Onur Air und Air Aruba.
Ab 1987 wurde der mit der MD-87 eingeführte veränderte Heckkonus Standard bei allen MD-80-Versionen ab Werk, unabhängig von der Unterversion. Zuvor besaßen sie noch einen Heckkonus, der ähnlich dem der ursprünglichen DC-9-Modelle spitz zulief. Viele Fluggesellschaften rüsteten ihre älteren MD-80 jedoch mit diesem neuen, „Zahnpastatuben-Heck“ genannten Heckstück, nach. Die MD-87 lässt sich hingegen nicht nur aufgrund ihrer Länge, sondern auch durch das kantiger wirkende und etwas höhere Seitenleitwerk von den anderen Versionen unterscheiden. Dagegen sind bei der MD-81, -82, -83 und -88 bis auf die Länge äußerlich keine Unterschiede erkennbar.
Die Besatzung besteht bei den langen MD-80 aus sechs Personen (zwei Cockpit/vier Kabine), bei der kürzeren MD-87 aus fünf.

### Das Ende
Ende der 80er Jahre begann Airbus jedoch mit der A320-Familie die Rolle von McDonnell Douglas als Alternative zu Boeing zu übernehmen. Die A320-Familie war wie die 737 der zweiten und dritten Generation mit dem moderneren Triebwerk ausgestattet und als Neuentwicklung auf dem neuesten Stand der Technik und konnte mit zukunftsweisenden Technologien wie einer modernen Avionik, Rumpfteilen aus Faserverbundwerkstoffen oder einem Fly-by-Wire-System überholen. Somit lag die MD-80, was Leistung und Verbrauch anging, klar im Nachteil.
Dennoch war McDonnell Douglas weiterhin sehr erfolgreich und konnte in den Jahren 1990 und 1991 jeweils 139 MD-80 ausliefern, die höchste Fertigungsrate in der Produktionsgeschichte. Bis auf relativ wenige Ausnahmen konnte McDonnell Douglas viele europäische Stammkunden für die MD-80 gewinnen. Nach der Übernahme von McDonnell Douglas durch Boeing im Jahre 1997 wurde das Ende der MD-80-Produktion schnell besiegelt. Zwar nannte man die Reihe kurzfristig noch in Boeing MD-80 um, aber die letzte Maschine, eine MD-83 für TWA, wurde bereits Ende 1999 ausgeliefert.

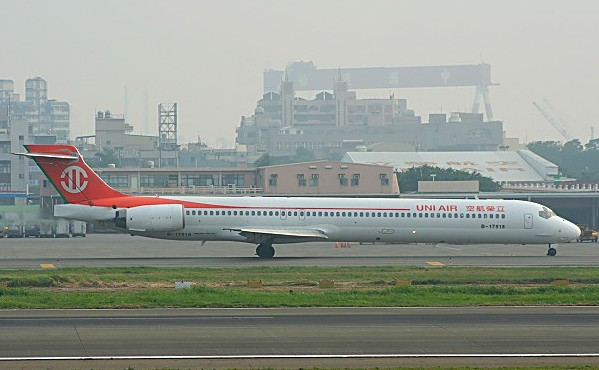
McDonnell Douglas MD-90

Um gegen den europäischen Konkurrenten A320 bestehen zu können, startete McDonnell Douglas im November 1988 eine erneute evolutionäre Überarbeitung der DC-9 unter dem Namen MD-90. Geplant war wieder eine ganze Modellfamilie, es kam jedoch nur zum Erstflug der Standardversion MD-90-30, die dann auch noch in vergleichsweise geringen Stückzahlen bis 1999 gefertigt wurde. Gründe für das Scheitern sind vor allem im Rumpf und bei der technischen Ausstattung zu finden: Die Turbofans neuester Technologie haben im Gegensatz zu früheren Typen zwar ein hohes Nebenstromverhältnis, was zu einem wesentlich niedrigeren Kerosinverbrauch wie auch zu wesentlich weniger Lärm führt, das Gewicht des Triebwerks steigt jedoch dadurch. Wegen der Heckanordnung der Triebwerke musste daher der Rumpf verlängert sowie im Bug Gegengewichte angebracht werden, um einen geregelten Schwerpunkt zu finden – die Kapazität des Flugzeugs konnte durch diese Rumpfverlängerung jedoch nicht profitieren, was durch das hohe Gewicht wiederum zwar zu niedrigeren Betriebskosten als bei der MD-80 führte, aber die A320-Familie hinsichtlich der Betriebskosten nicht einzuholen vermochte. Des Weiteren wurde der lange, aber schmale Rumpf von den Fluggästen als unbequem empfunden und das Cockpitlayout befand sich nicht auf dem Stand der Technik.
Ein weiteres Projekt von McDonnell Douglas, das wieder für Erfolg sorgen sollte, war die McDonnell Douglas MD-95. Dieses wurde ab dem Jahr 1995 verfolgt und als einziges Projekt nach der Übernahme von McDonnell Douglas durch Boeing 1997 als Boeing 717 fortgeführt, so dass am 2. September 1998 mit der Flugerprobung begonnen werden konnte. Die Zertifizierung erfolgte 1999 erstmals gemeinsam durch die Federal Aviation Administration (FAA) und die europäischen Joint Aviation Authorities (JAA). Obwohl dieses Flugzeug das sparsamste Flugzeug und neben der A318 das modernste seiner Klasse war, stellte Boeing die Fertigung im Jahr 2006 wegen mangelnder Nachfrage ein. Die letzten beiden produzierten Maschinen (Nr. 154 und 155) wurden am 23. Mai 2006 an Midwest Airlines und AirTran Airways ausgeliefert. Damit endet die Ära des momentan dritterfolgreichsten zivilen Flugzeugprogramms nach Stückzahlen.

## Nutzung

### Allgemein

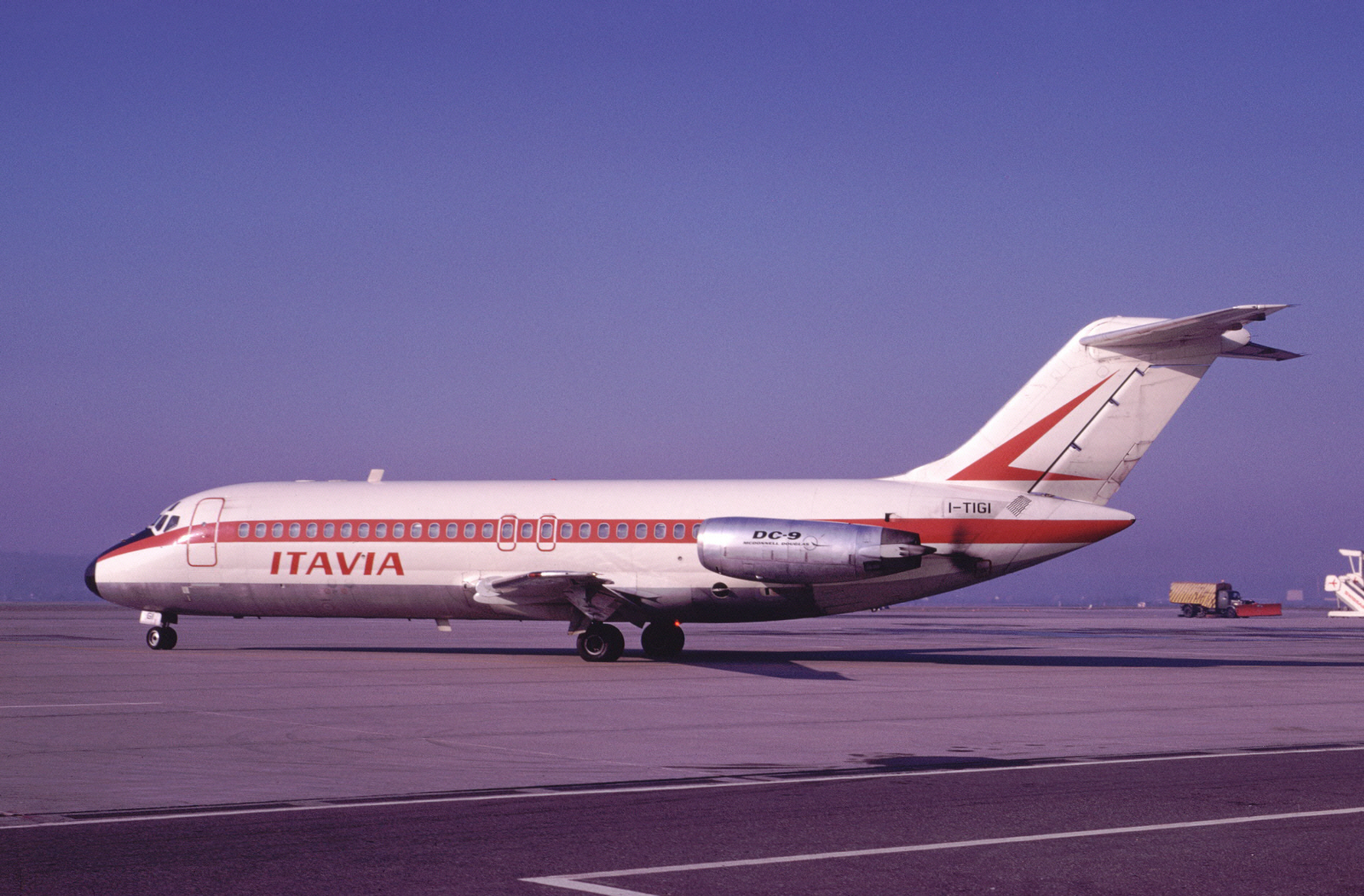
Douglas DC-9 der Itavia

Die McDonnell Douglas-Kurzstrecken-Familie gehört nach wie vor zu den erfolgreichsten Düsen-Verkehrsflugzeugen aller Zeiten. Zwischen Dezember 1965 und dem Produktionsende im Mai 2006 wurden insgesamt 2438 Exemplare der durch die DC-9 begründeten Flugzeugfamilie ausgeliefert.
Davon entfielen 976 Exemplare auf die DC-9, 1191 auf die MD-80, 116 auf die MD-90, sowie 155 auf die 717. Hierin sind auch 41 speziell für das US-Militär gebaute Exemplare der DC-9 enthalten.

### Kurzstreckenflugzeuge von McDonnell Douglas heute
Im August 2006 waren noch ungefähr die Hälfte der DC-9 in Betrieb, mittlerweile zumeist bei kleineren Gesellschaften. Die letzte große Gesellschaft, die noch DC-9 einsetzt, war Northwest Airlines. Northwest war gleichzeitig der größte DC-9-Betreiber, mit allein 68 DC-9-30 und weiteren 8 DC-9-40 und 29 DC-9-50 (Stand Dezember 2006). Aufgrund der durch die gestiegenen Treibstoffpreise enorm gestiegenen Betriebskosten der DC-9 musterte Northwest den Typ jedoch zusehends aus. So wurde der Bestand von 103 (2006) auf 68 (2008) und dann nach der Übernahme durch Delta auf 19 Exemplare (2012) reduziert. Der letzte Delta-Flug mit einer DC-9 war am 6. Januar 2014. Heute kann man die DC-9 noch hauptsächlich in afrikanischen sowie südamerikanischen Ländern antreffen.
Mittlerweile haben auch die ersten Fluggesellschaften damit begonnen, ihre MD-80–Flotten auszumustern. Trotzdem ist die MD-80 vor allem in den USA noch stark verbreitet. Delta Air Lines flog beispielsweise 2012 noch 118 Exemplare, American Airlines nach Übernahme der TWA sogar über 330, von denen einige jedoch eingemottet und nicht im Betrieb sind. Kleinere Fluggesellschaften, wie beispielsweise die mittlerweile insolvente Jetsgo aus Kanada oder Lion Airlines aus Indonesien haben die MD-80 für sich entdeckt. Einige der ältesten Maschinen aus Northwest-Airlines- und US-Airways-Beständen wurden mittlerweile verschrottet. Trotzdem gilt die MD-80 immer noch als sehr zuverlässiges und langlebiges Verkehrsflugzeug, das für seine Robustheit und gute Verarbeitung bekannt ist. Langfristig ist jedoch davon auszugehen, dass die MD-80 mit den immer schärfer werdenden Lärmbestimmungen aus dem Flugverkehr verschwinden und durch modernere Flugzeuge der Airbus-A320-Familie oder der 737NG ersetzt wird. Für die MD-80 wird seit Mitte 2006 ein nachrüstbarer Schalldämpfer angeboten, welcher der MD-80 ermöglicht, die Lärmvorschriften nach Chapter 4 zu erfüllen.
Die McDonnell Douglas MD-90 und die Boeing 717 werden weiterhin bei verschiedenen westlichen Fluggesellschaften eingesetzt.

### Verkaufszahlen
| Detaillierte Auflistung der Aufträge und Auslieferungen                                                        |         |         |         |         |         |       |       |       |       |       |       |          |
| | DC-9-10 | DC-9-20 | DC-9-30 | DC-9-40 | DC-9-50 | MD-81 | MD-82 | MD-83 | MD-87 | MD-88 | MD-90 | B717-200 |
| Bestellungen                                                                                                   | 137     | 10      | 6621    | 71      | 96      | 132   | 569   | 265   | 75    | 150   | 116   | 155      |
| Auslieferungen                                                                                                 | 137     | 10      | 6621    | 71      | 96      | 132   | 569   | 265   | 75    | 150   | 116   | 155      |
| Kunden | 23      | 2       | 54      | 15      | 11      | 11    | 34    | 30    | 10    | 5     | 14    | 9        |
| (Stand: Ende Dezember 2006)                                                                                    |         |         |         |         |         |       |       |       |       |       |       |          |
| 1: Einschließlich 41 militärischer DC-9-C9A, -C9B und -VC-9C, wovon einige auch der Bauart DC-9-40 entsprachen |         |         |         |         |         |       |       |       |       |       |       |          |

## Technische Daten
| Kenngröße | DC-9-10                                                                             | DC-9-21                     | DC-9-30                     | DC-9-40                     | DC-9-50                     | MD-81                         | MD-82/-88                     | MD-83                         | MD-87                         | MD-90-30          | B717-200       | B717-300X   |
| --- | ----------------------------------------------------------------------------------- | --------------------------- | --------------------------- | --------------------------- | --------------------------- | ----------------------------- | ----------------------------- | ----------------------------- | ----------------------------- | ----------------- | -------------- | ----------- |
| Länge [m] | 31,80 m                                                                             | 31,80 m                     | 36,60                       | 38,30                       | 40,70                       | 45,10                         | 45,10                         | 45,10                         | 39,70                         | 46,50             | 37,81          | 42,15       |
| Spannweite [m] | 27,30                                                                               | 28.40                       | 28.40                       | 28.40                       | 28.40                       | 32,80                         | 32,80                         | 32,80                         | 32,80                         | 32,87             | 28,45          | 34,09       |
| Höhe [m] | 8,38                                                                                | 8,38                        | 8,38                        | 8,38                        | 8,38                        | 9.05                          | 9.05                          | 9.05                          | 9,30                          | 9,40              | 8,92           | 8,92        |
| Tragflügelfläche [m²] | 86.80                                                                               | 93,00                       | 93,00                       | 93,00                       | 93,00                       | 92.97                         | 92.97                         | 92.97                         | 92.97                         | 92.97             | 92.97          | 92.97       |
| Max. Startmasse [kg] | 41.177                                                                              | 44.492                      | 49.940                      | 51.756                      | 54.934                      | 63.503                        | 67.812                        | 72.575                        | 63.503 67.8131                | 70.760            | 49.895 54.8842 | 56.245      |
| Reisegeschwindigkeit [km/h] | ca. 900                                                                             | ca. 900                     | ca. 900                     | ca. 900                     | ca. 900                     | ca. 811                       | ca. 811                       | ca. 811                       | ca. 811                       | ca. 811           | ca. 811        | ca. 811     |
| Kabinenbreite [m] | 3,11                                                                                | 3,11                        | 3,11                        | 3,11                        | 3,11                        | ? wie DC9 ?                   | ? wie DC9 ?                   | ? wie DC9 ?                   | ? wie DC9 ?                   | ? wie DC9 ?       | ? wie DC9 ?    | ? wie DC9 ? |
| Passagiere (max.) | 90                                                                                  | 90                          | 115                         | 125                         | 139                         | 172                           | 172                           | 172                           | 139                           | 172               | 134            | 145         |
| Reichweite [km] | 2.340                                                                               | 3.430                       | 3.030                       | 3.120                       | 3.030                       | 2.879                         | 3.789                         | 4.635                         | 4.395                         | 3.860             | 2.645          | <2.645      |
| Antrieb | Zwei Pratt & Whitney JT8D-7                                                         | Zwei Pratt & Whitney JT8D-7 | Zwei Pratt & Whitney JT8D-7 | Zwei Pratt & Whitney JT8D-7 | Zwei Pratt & Whitney JT8D-7 | Zwei Pratt & Whitney JT8D-200 | Zwei Pratt & Whitney JT8D-200 | Zwei Pratt & Whitney JT8D-200 | Zwei Pratt & Whitney JT8D-200 | Zwei IAE V2525-D5 | Zwei BR715     | Zwei BR715  |
| Schub pro Triebwerk [kN] | 62,3                                                                                | 66,7                        | 68,9                        | 68,9                        | 71,2                        | 82,0                          | 89,0                          | 93,4                          | 89,0                          | 111,0             | 82,3           | <93,4       |
| \| 1: Version mit erhöhtem Startgewicht \| 2: Wert für HGW-Version (HGW steht für „High Gross Weight“, erhöhtes Bruttogewicht) \| \| |                                                                                     |                             |                             |                             |                             |                               |                               |                               |                               |                   |                |             |
| 1: Version mit erhöhtem Startgewicht                                                                                                 | 2: Wert für HGW-Version (HGW steht für „High Gross Weight“, erhöhtes Bruttogewicht) |                             |                             |                             |                             |                               |                               |                               |                               |                   |                |             |